# Тюльмень (посёлок)
Тюльмень — упразднённый посёлок в Катав-Ивановском районе Челябинской области России.
На момент упразднения входил в Катав-Ивановский городской совет, до этого входил Верх-Катавский сельский совет.

## История
Основан в 1822 году.
В 1956 в поселке был открыт Тюльменский леспромхоз для нужд треста «Башнефть». В 1958 году леспромхоз в связи с нерентабельностью был передан в распоряжение комбината «Башлес».
В 1980 году леспромхоз был ликвидирован в связи с образованием Южно-Уральского заповедника. Потеряв место работы, жители начали покидать посёлок.
В 1983 году посёлок Тюльмень был исключён из учётных данных в связи с выездом населения.
Ежегодно на месте бывшего посёлка собираются его уроженцы.

## Население
| 1926 | 1970 | 1978 | 1983 |
| ---- | ---- | ---- | ---- |
| 398  | 658  | 94   | 0    |

## Инфраструктура
В деревне были восьмилетняя школа, детский сад, медпункт, почта, клуб, пекарня.

## Известные уроженцы
- Дмитрий Евгеньевич Макушев (род. 1966 г.) — глава Верх-Катавского сельского поселения[8].